# Толбін Василь Васильович
Толбін Василь Васильович (рос. Василий Васильевич Толбин, 29 травня (10 червня) 1819 — 7 (19) лютого 1869) — російський літератор, петрашевець.

## Біографія
Народився в міщанській родині, син титулярного радника. Виховувався в приватному навчальному закладі Брюло. У 1840 році закінчив як своєкоштник-студент юридичний факультет Московського університету. Служив в Московській опікунській раді, але вже в 1842 році вийшов у відставку. Жив літературною працею.
У 1844 році переїхав до Петербурга, познайомився там з Петрашевським, з 1847 року бував на його вечорах (до вересня 1848 року). Притягувався 2 серпня 1849 році у справі петрашевців; «Визнаний маловинним, підданий секретному нагляду з 23 серпня 1849 р.»
Літературну діяльність почав в 1839 році віршами в журналі Раїча «Галатея», продовжив перекладами, прозою і компілятивним статтями з історії в «Сині Вітчизни» «Фінському віснику», «Санкт-Петербурзьких відомостях», «Літературній газеті» і різних альманахах. В останні роки існування «Фінського вісника», перейменованого в 1848 році в «Северное обозрение», був фактичним редактором цього журналу, де під псевдонімом В. Борщова помістив повість «Любинька» (вийшла в 1851 році окремим виданням) і ряд описових нарисів і рецензій.

Був першим укладачем біографічних нарисів Айвазовського, Бруні, графа Ф. П. Толстого, Васіна, Кіпренського, Зав'ялова, Ставассера, Кокоріна, Вороніхіна, Ф. Міллера, Зарянко, Мокрицького, барона П. К. Клодта та ін.